# Sencha

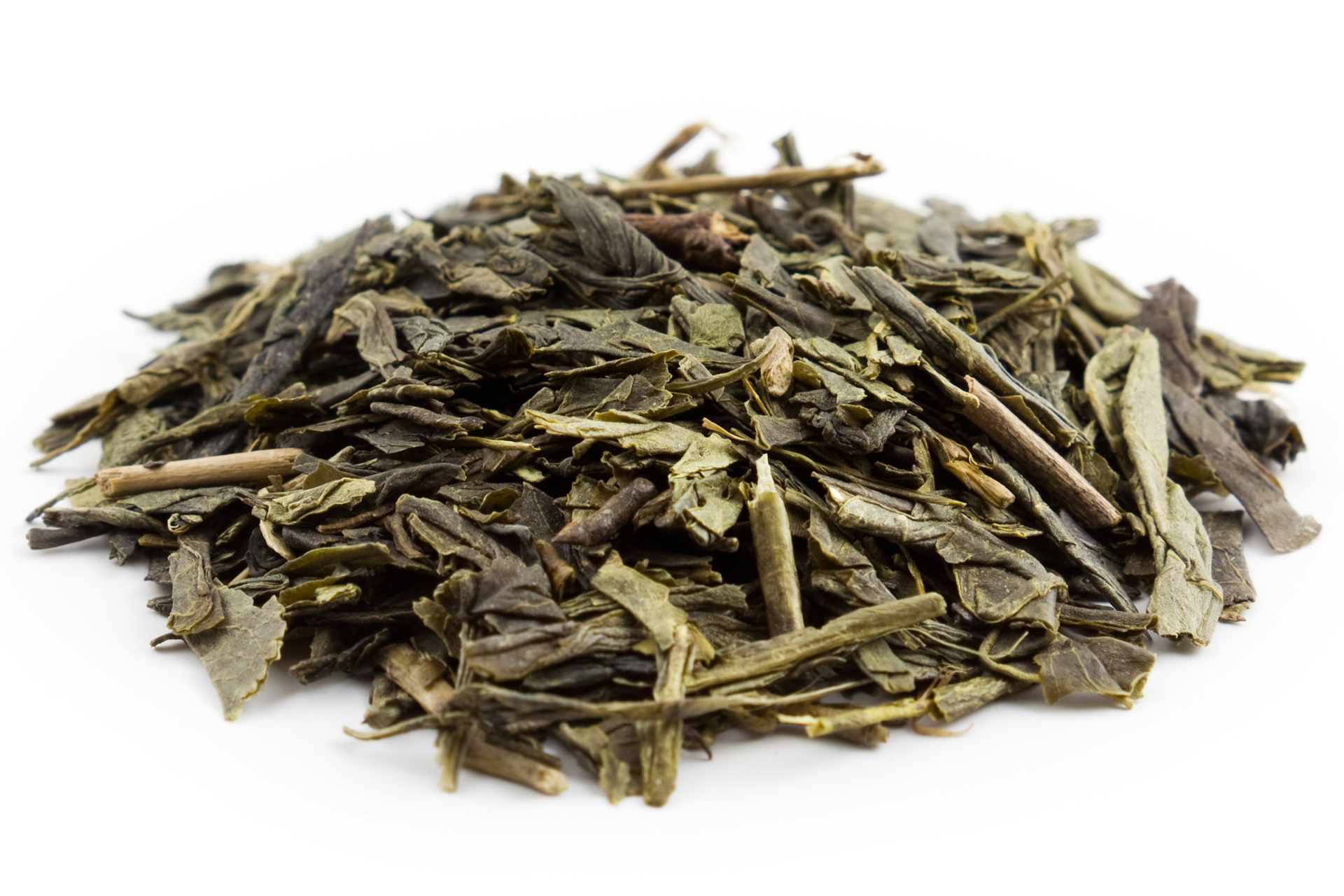
Gedroogde sencha

Sencha (Japans:煎茶) is een Japanse groene thee die wordt gebruikt zonder de theebladeren te rollen. Het theeblad wordt geplet en gestoomd. Het woord "sencha" betekent "gewelde thee". Dit verwijst naar de methode waarop de thee wordt gemaakt; van gedroogde theebladeren. Dit in tegenstelling tot bijvoorbeeld matcha (抹茶), gemalen Japanse groene thee. Hierbij wordt het blad volledig vermalen tot poeder en vervolgens gemengd met heet water. Het blad zelf zit dus in de thee. Bij sencha is het slechts de extractie van het blad dat het hete water tot thee maakt.

## Omschrijving
Van de Japanse theesoorten die door wellen worden verkregen is er naast sencha gyokuro en bancha. Sencha is de meest populaire thee van Japan en omvat ongeveer 80 procent van de in Japan geproduceerde thee. De smaak hangt af van het seizoen waarin het geplukt is en de plek waar het geplukt is, maar men beweert dat de lekkerste sencha de allereerst geplukte sencha van het jaar is, de shincha (新茶: "nieuwe thee"). Het shincha seizoen, afhankelijk van de regio van de plantage, is tussen begin april en eind mei, tot 88 dagen na de eerste lentedag (risshun). Aangenomen wordt dat de ideale kleur van sencha goudachtig groen is. Afhankelijk van de temperatuur van het water waarin de sencha gebruikt wordt, is de smaak enigszins verschillend. Bij gebruik van relatief niet heet water is sencha zacht van smaak en met relatief heet water is de smaak krachtig.
De productie van sencha en andere Japanse thee, zoals ryokucha (绿茶: gemalen groene thee), verschilt van die van Chinese groene thee, die in de pan gebakken wordt (en om die reden waarschijnlijk beter "gebrande" thee genoemd kan worden). Japanse groene thee wordt eerst gedurende ongeveer 15 tot 20 seconden gestoomd om oxidatie van de theebladeren te voorkomen. Vervolgens worden de blaadjes gerold, gevormd en gedroogd. Deze stap geeft de gebruikelijke, dunne cilindrische vorm van de thee. Ten slotte worden de bladeren gesorteerd en verdeeld in verschillende groepen naar kwaliteiten.
De eerste stap van het stomen zorgt voor een verschil in smaak tussen Chinese en Japanse groene thee. De Japanse groene thee heeft een wat meer plantaardig, bijna grasachtige smaak. Sencha en andere groene theesoorten die worden gestoomd (zoals de meeste Japanse groene thee) zijn ook groener van kleur en (wanneer er relatief heet water wordt gebruikt voor de thee) iets bitterder dan de Chinese variant.
Sencha wordt in Japan in de koude jaargetijden heet en in warme jaargetijden koel gedronken.

## Verschillende types sencha
- Jô Sencha (上煎茶), superieure sencha.
- Toku Jô Sencha (特上煎茶), extra superieure sencha.
- Hachijuhachiya Sencha (八十八夜), sencha die 88 dagen na de eerste lentedag (risshun) geoogst is.
- Kabuse Sencha of Kabusecha (かぶせ茶), overdekte sencha. Beschouwd als een type op zichzelf.
- Asamushi (浅虫), licht gestoomde sencha. Deze thee wordt slechts ongeveer 30 seconden gestoomd.
- Chumushi, gemiddeld gestoomde (30 tot 90 seconden). Dit is de standaard stoomtijd voor sencha.
- Fukamushi (深蒸し), sterk gestoomde sencha. Deze sencha wordt 1 tot 2 minuten gestoomd. Het is ook bekend onder de naam "fukamushicha".
- Shincha (新茶) of Ichibancha (一番茶), de allereerst geplukt sencha van het jaar.